# Phrynopus horstpauli
Phrynopus horstpauli är en groddjursart som beskrevs av Lehr, Köhler och Ponce 2000. Phrynopus horstpauli ingår i släktet Phrynopus och familjen Strabomantidae. IUCN kategoriserar arten globalt som sårbar. Inga underarter finns listade i Catalogue of Life.